# Forcipomyia skiaphila
Forcipomyia skiaphila är en tvåvingeart som först beskrevs av Clastrier 1960.  Forcipomyia skiaphila ingår i släktet Forcipomyia och familjen svidknott.
Artens utbredningsområde är Kongo. Inga underarter finns listade i Catalogue of Life.